# 1031 Arctica
1031 Arctica este un asteroid din centura principală, descoperit pe 6 iunie 1924, de Serghei Beliavski.